# Joseph Glanvill
Joseph Glanvill (1636 - 4 de noviembre de 1680) fue un escritor, filósofo y clérigo inglés. 
Educado en la Universidad de Oxford (Bachelor of Arts por el Exeter College, Master of Arts por la universidad de Lincoln), Glanvill fue nombrado vicario de Frome en 1662, rector de la Iglesia de la abadía en Bath en 1666 y prebendario de Worcester en 1678.
Sus escritos exhiben una variedad de creencias que pueden parecer profundamente contradictorias a la gente contemporánea. Por un lado, él era el autor de The Vanity of Dogmatizing (La vanidad del dogmatizar), que atacaba el escolasticismo y la persecución religiosa y pedía por la tolerancia religiosa, el método científico y la libertad de pensamiento.
Por otra parte, él también escribió Sadducismus Triumphatus, que denigraba el escepticismo sobre la existencia y el poder sobrenatural de la brujería y contenía una colección valiosa de folklore del siglo XVII sobre brujas. Influyó profundamente en el libro de Cotton Mather Wonders of the invisible world («Maravillas del mundo invisible»), escrito para justificar los juicios de brujas de Salem.
El pensamiento de Glanvill, en general, se adhería a los principios siguientes. En primer lugar, el mundo no se puede deducir exclusivamente a partir de la razón. Incluso lo sobrenatural no se puede resolver a partir de los primeros principios y se debe investigar empíricamente. Consecuentemente, Glanvill procuró investigar supuestos sucesos sobrenaturales a través de entrevistas y del examen de la escena de los acontecimientos. En segundo lugar, como su amigo el filósofo Henry More, creía que la existencia de espíritus estaba bien documentada en la Biblia, y que la negación de los espíritus y los demonios era el primer paso hacia el ateísmo. El ateísmo conducía a la rebelión y al caos social y por lo tanto tenía que ser superado por la ciencia y las actividades de los doctos. Lo último es el propósito que él se vio procurando satisfacer.
Las historias cortas de Edgar Allan Poe «Ligeia» y «Un descenso al Maelström» contienen epígrafes atribuidos a Glanvill; de hecho, son en realidad invenciones de Poe.